# 실비 모로

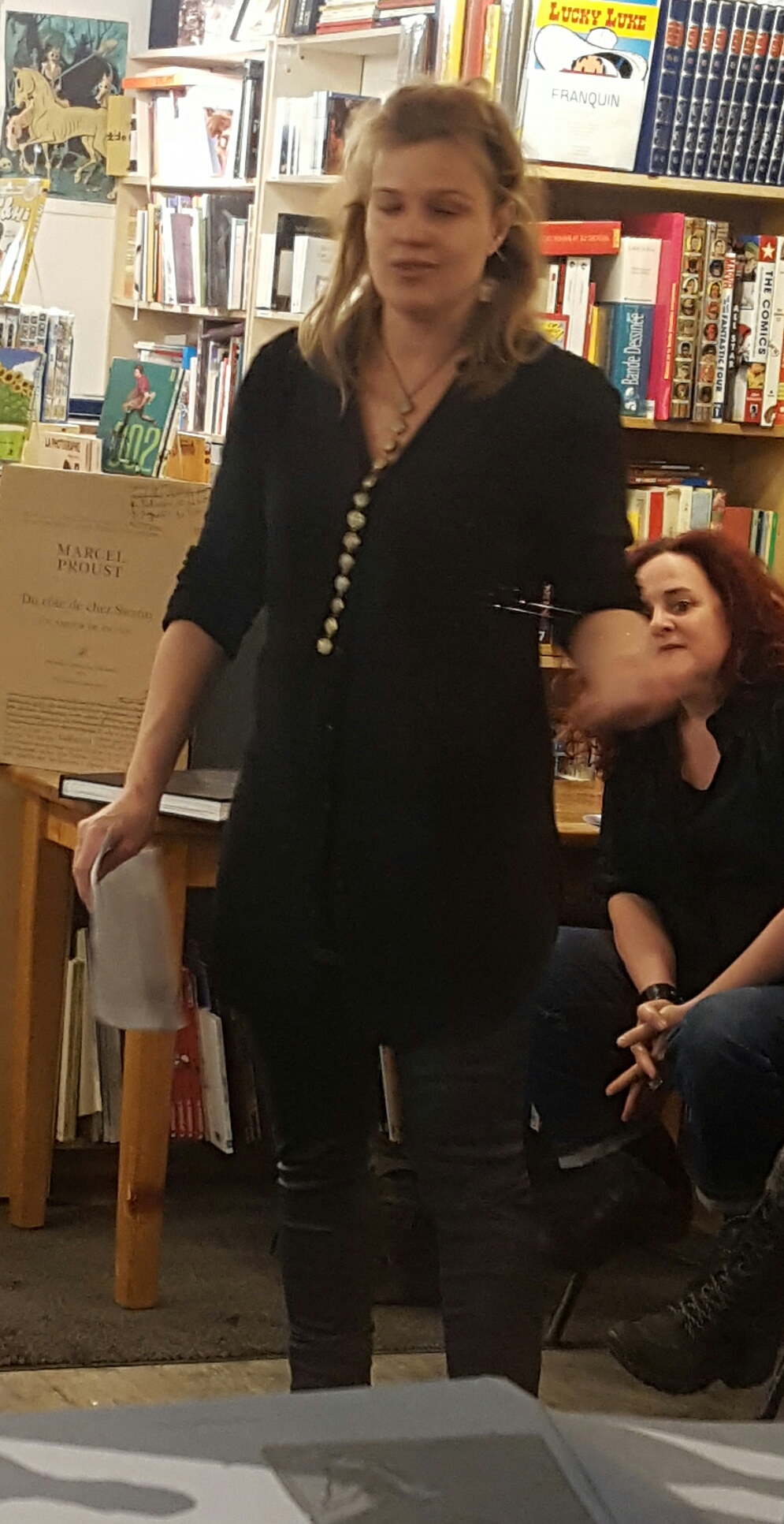

실비 모로(프랑스어: Sylvie Moreau, 1964년 12월 30일 ~ )는 캐나다의 배우이다.
몬트리올에서 태어났다.

## 영화
- 예티: 신비한 동물 탐험대 (2017년) - 넬리 역 (목소리)
- 코치메어 (2013년)
- 어 센티멘탈 캐피탈리즘 (2008년)
- 테이킹 더 플런지 (2007년)
- 보스 마르쿠스, 파티! (2007년)
- 가족 (2005년) - 미쉘 역